# Rillauds

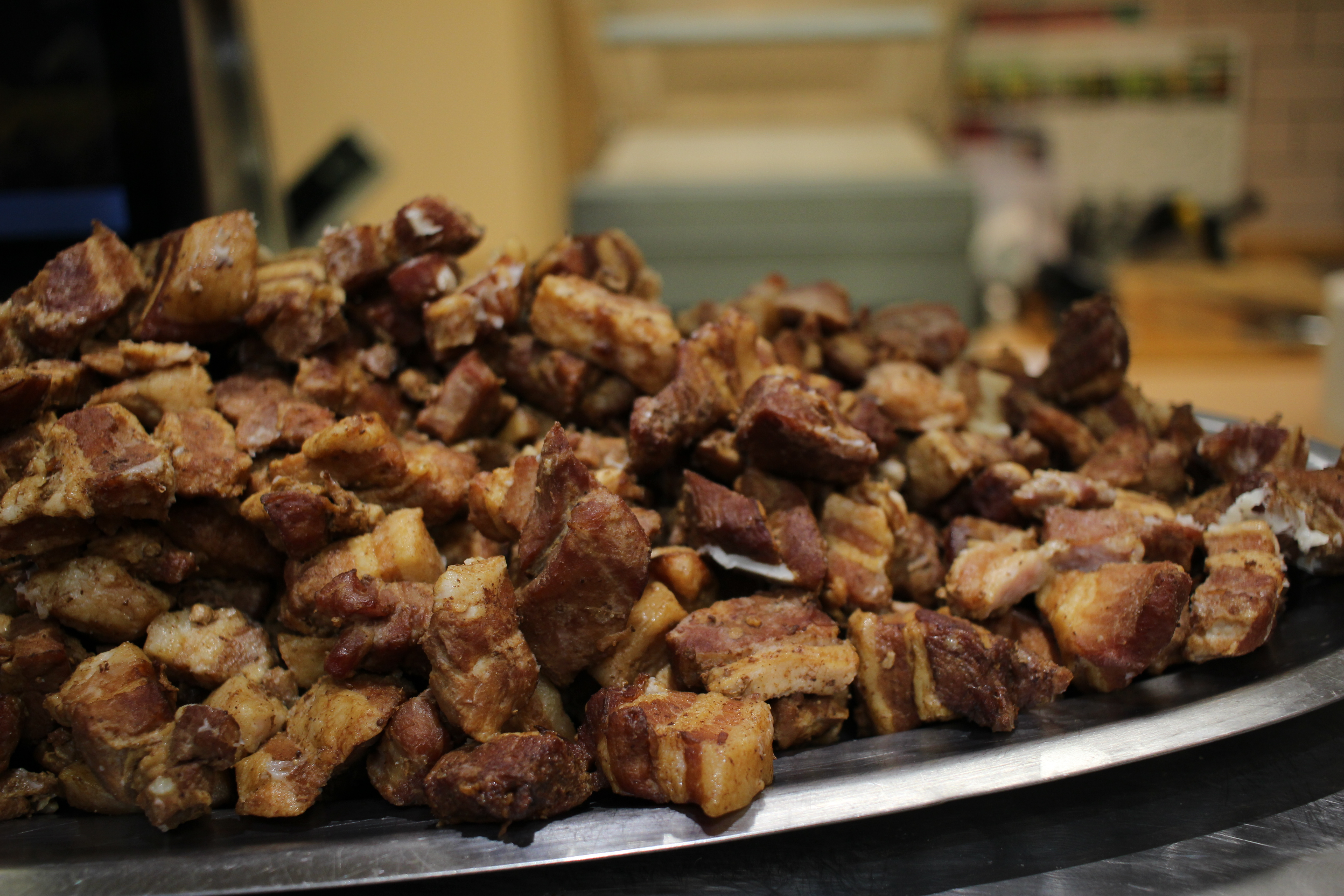
Rillons de Tours

Rillauds (auch als Rillons, Grillons oder Rillots bekannt) sind eine französische Delikatesse aus fettem Schweinefleisch mit Schwarte, speziell aus Anjou und Touraine. Sie werden als Vorspeise mit verschiedenen anderen Schweinefleischprodukten der Charcuterie serviert.

## Zubereitung
Von fettem Schweinefleisch (Schweinebauch oder -schulter) werden große Würfel geschnitten, die Schwarte wird dabei nicht entfernt. Die Würfel werden mit Salz bestreut und einen halben Tag ruhen gelassen. In einem Drittel so viel Schmalz wie Fleisch werden die Schweinefleischstücke erhitzt und angebräunt. Dann wird bei gesenkter Hitze langsam köcheln gelassen. Zum Schluss wird Karamell hinzugefügt, die Rillauds nochmals erhitzt, dann herausgehoben und abtropfen gelassen. Sie können entweder sehr heiß oder gänzlich abgekühlt serviert werden.